# 하트 스테인
《하트 스테인》는 대한민국의 2025년 2월 6일 부터 공개 중인 BL 헤븐리 오리지널 드라마이다.

## 줄거리
담임 선생님을 짝사랑하는 친구 윤우현을 좋아하는 박도하, 이 세 명의 삼각관계를 그린 청춘 로맨스 드라마

## 등장 인물
- 김지오 : 윤우현 역
- 하민 : 박도하 역
- 강연재 : 남정민 역
- 신시예 : 이소리 역
- 김이건 : 권준수 역
- 유호수 : 박태민 역